# Grzegorz Pawelczyk
Grzegorz Pawelczyk (ur. 14 grudnia 1972 w Płocku) – polski publicysta, dziennikarz, scenarzysta filmowy.

## Życiorys
Studiował na Wydziale Prawa i Administracji Uniwersytetu Warszawskiego. Z mediami związany od 1994 roku. Pracował jako reporter w Kurierze Polskim i Super Expressie. W latach 1997–2003 dziennikarz śledczy Wprost, następnie od grudnia 2003 roku w Życiu Warszawy, gdzie pełnił funkcję kierownika działu politycznego, kierownika działu krajowego oraz zastępcy redaktora naczelnego. Od stycznia 2007 do kwietnia 2008 zastępca redaktora naczelnego tygodnika Wprost. Od czerwca 2008 roku szef serwisu informacyjnego TVP Info. Od listopada 2009 wiceszef redakcji Teleexpressu w TVP1. Od stycznia 2016 do maja 2017 był wydawcą Wiadomości w TVP1. Od maja 2017 do 18 stycznia 2018 był wicedyrektorem Telewizyjnej Agencji Informacyjnej (TAI) i szefem stacji telewizyjnej TVP Info. 6 marca 2018 odszedł z Telewizji Polskiej. 30 września 2018 założył i został redaktorem naczelnym portalu internetowego Centrum Medialne.